# هالی (آرکانزاس)
هالی (به انگلیسی: Halley) یک منطقهٔ مسکونی در ایالات متحده آمریکا است که در آرکانزاس واقع شده‌است. هالی ۴۲٫۹۸ متر بالاتر از سطح دریا واقع شده‌است.